# Veľký Lipník
Veľký Lipník (in ungherese Nagyhársas, in polacco Wielki Lipnik) è un comune della Slovacchia facente parte del distretto di Stará Ľubovňa, nella regione di Prešov.